# Wanja (biblische Person)
Wanja (/ˈvanja/ Hebräisch: וניה, Esr 10,36 ) war einer der jüdischen Rückkehrer aus Babylon, der seine ausländische Frau auf Geheiß Esras verstoßen musste (Esra 10,36 ).
Im masoretischen Text wird er als Nachkomme des Bani (בני) genannt, doch werden Nachkommen Banis bereits in Esr 10,29  abgehandelt. Es wird daher seit Ernst Bertheau ein Kopistenfehler angenommen und vorgeschlagen, in Esr 10,34 Bigwai (בגוי) zu lesen.
Der Name ist iranischer Herkunft und bedeutet „Siegreich durch X“. Dieser Name findet sich auch auf einem aramäischen Papyrus des 5. Jh. v. Chr.
Der Name wurde in der Lutherbibel von 1545 irrtümlich mit Naia wiedergegeben, in der revidierten Fassung von 1912 mit Vanja. Seit der revidierten Fassung von 1984 schreibt die Lutherbibel Wanja. In der Übersetzung von Vinzenz Hamp und Meinrad Stenzel erscheint der Name als Neja.